# 당신의 초상
《당신의 초상》은 1983년 4월 9일부터 같은 해 6월 26일까지 방영된 문화방송 주말연속극으로, 실명한 한 청년이 광명을 되찾으면서부터 느끼게 되는 연상의 여인에 대한 사랑을 그린 멜로드라마이다.

## 등장 인물
- 이덕화(노철만)
- 김영애(사미영)
- 이미지, 송기윤, 임정하, 김용림, 김해숙, 추송웅, 홍성민, 최상훈

## 편성 변경(1983년)
- 4월 30일 : 《쇼 2000》 100회 특집방송으로 앞당겨 저녁 6시 40분분터 방영
- 5월 28일 : 서울국제가요제 중계방송으로 앞당겨 저녁 6시 10분분터 방영
- 6월 11일 : 프로야구 〈MBC청룡 VS 해태타이거즈〉 중계방송으로 결방
- 6월 18일 : 프로야구 〈해태타이거즈 VS 롯데자이언츠〉 중계방송으로 앞당겨 저녁 6시 10분분터 방영
- 6월 25일 : 프로야구 〈MBC청룡 VS 삼미슈퍼스타즈〉 중계방송으로 앞당겨 저녁 6시 10분분터 방영